# Nagrywarka CD

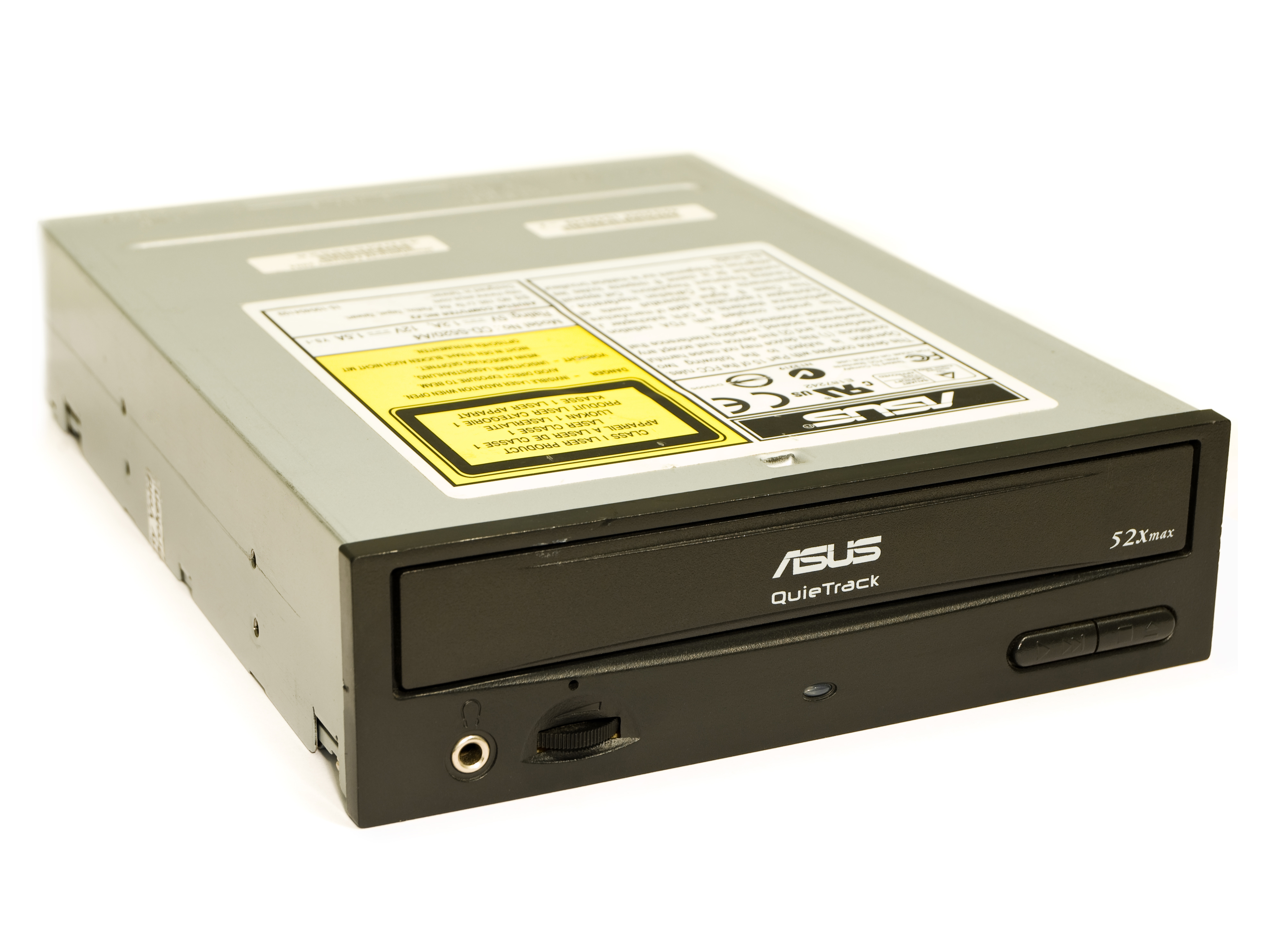
Nagrywarka płyt CD przedsiębiorstwa ASUS

Nagrywarka CD – urządzenie optyczne pozwalające na zapis danych na specjalnych przeznaczonych do tego nośnikach (płytach CD-RW lub CD-R). Najpierw pojawiły się nagrywarki CD-R mogące nagrywać tylko płyty o takim oznaczeniu. Nagrywarka CD-RW pozwala na zapis i odczyt obu typów płyt.
Szczegółowe dane na temat kompatybilności przedstawia poniższa tabelka:
|                     | Wytłoczony CD | Płyta CD-R     | Płyta CD-RW    |
| ------------------- | ------------- | -------------- | -------------- |
| Odtwarzacz Audio CD | Odczyt        | Odczyt         | Odczyt         |
| CD-ROM              | Odczyt        | Odczyt         | Odczyt         |
| Nagrywarka CD-R     | Odczyt        | Odczyt i zapis | Odczyt         |
| Nagrywarka CD-RW    | Odczyt        | Odczyt i zapis | Odczyt i zapis |

Płyty CD-R można nagrywać jednokrotnie choć wielosesyjnie. Płyty CD-RW mogą być zapisywane wielokrotnie (można też całkowicie lub częściowo płytę wyczyścić).